# الطوابع البريدية والتاريخ البريدي لليمن

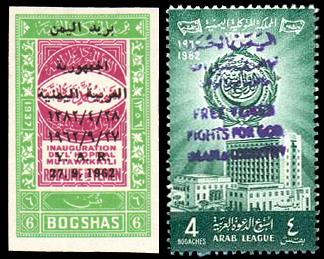
طابعين بريديين يعودان لأيام الملكيين والجمهوريين أثناء الحرب الأهلية 1962

هذا مسح عن الطوابع البريدية والتاريخ البريدي لليمن.
تقع اليمن في شبه الجزيرة العربية في جنوب غرب آسيا. يبلغ عدد السكان 23 مليون نسمة ويحدها السعودية من الشمال والبحر الأحمر من الغرب وبحر العرب وخليج عدن من الجنوب وسلطنة عمان من الشرق. تبلغ مساحة اليمن 530 ألف كيلو متر مربع. يضم البلد أكثر من 200 جزيرة وعاصمتها صنعاء.

## البدايات
كانت اليمن جزء من النظام البريد للدولة العثمانية. بعد انسحاب العثمانيين لم يكن هناك خدمة بريد رسمية حتى طباعة أول طابع بريد في سنة 1926.

## البداية الرسمية
تم طباعة أول طابع بريد في سنة 1926. كانت اليمن عن طريق عدن تستخدم طوابع الهند البريطانية حتى انضمت إلى الاتحاد البريدي العالمي في 1 يناير 1930 فقامت باصدار سلسلة جديدة من الطوابع وفقا لقواعد الاتحاد البريدي العالمي.
كان استخدام البريد نادر الحدوث ومتركز في مراسلات الإمام يحيى السرية بينه وبين ممثلي الحكومة البريطانية.
بوصول صحف من القاهرة ودمشق وبيروت فإن التبادل البريدي بدأ مع هذه الدول. تم جلب سوريين للعمل في البريد اليمني.
التعاقد مع أطباء إيطاليين جعلهم يستخدمون البريد اليمني وطوابع البريد اليمنية لتبادل الرسائل مع أهلم وأصدقائهم في إيطاليا.
اليوم اليمن لديها مجموعة من الخدمات البريدية الحديثة التي تديرها المؤسسة العامة للادخار البريد والرمز البريدي.

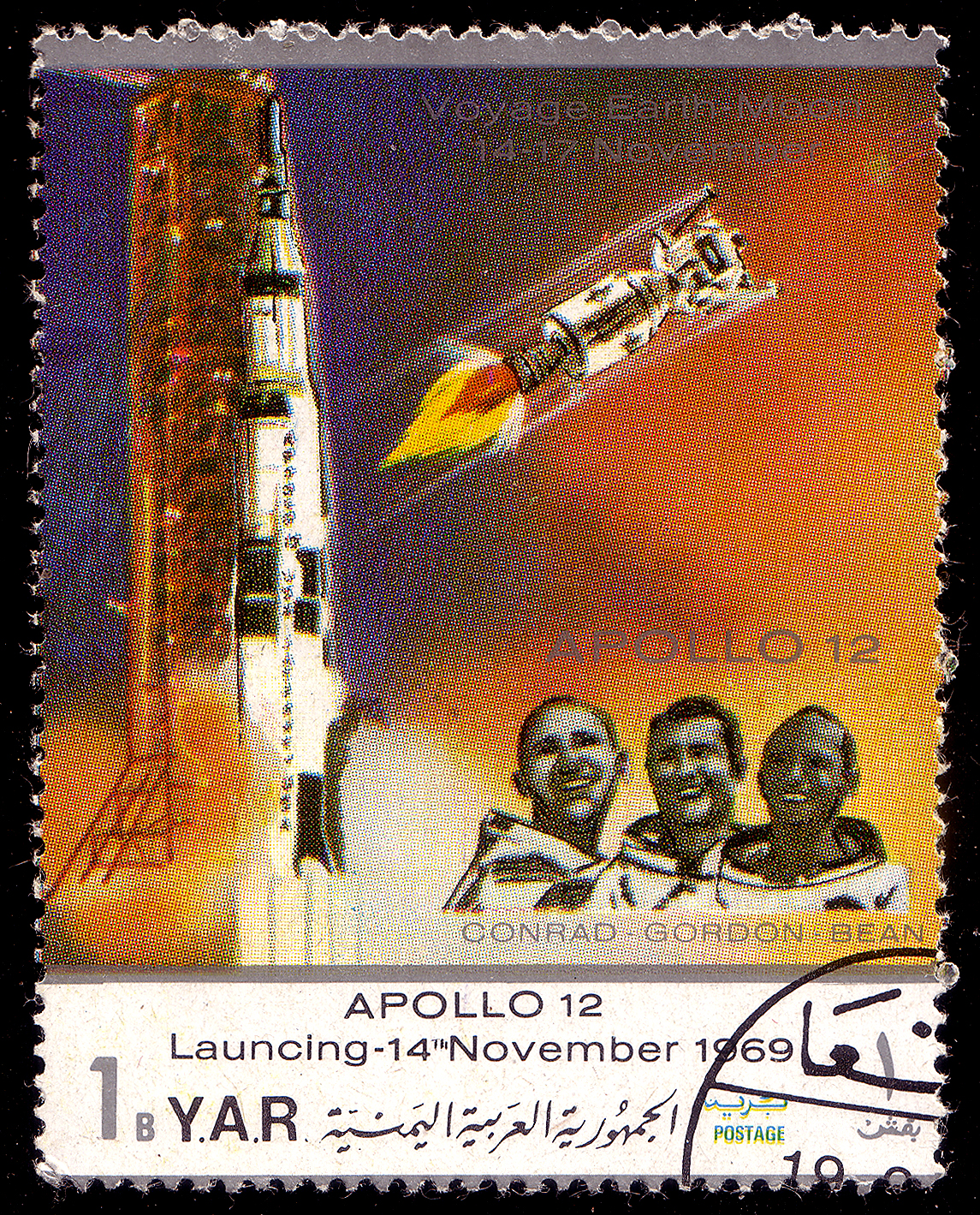
طابع بريدي من الجمهورية العربية اليمنية 1969

## وصلات خارجية
- طوابع بريد اليمن